# Nagano
Nagano (Nhật: 長野県 (Trường Dã huyện)/ ながのけん Hepburn: Nagano-ken) là một tỉnh của Nhật Bản, thuộc vùng Chūbu, trên đảo Honshū. Trung tâm hành chính là thành phố Nagano.

## Địa lý
Chín trong số mười hai ngọn núi cao nhất Nhật Bản nằm ở tỉnh nội địa này. Nagano cũng là tỉnh giáp ranh với số tỉnh khác nhiều nhất tại Nhật và tỉnh này chứa một vùng là điểm xa nhất với đại dương so với bất cứ nơi nào khác tại Nhật. Hồ Kizaki nằm ở tỉnh này và là một khu resort bãi tắm nổi tiếng với sức hút hấp dẫn của nước và những trò chơi.
Những ngọn núi của tỉnh đã khiến nó có phần bị cách biệt, song rất nhiều người đến đây vì các khu resort trên núi và suối nước nóng của nó.

## Lịch sử
Nagano trước là tỉnh Shinano, và được phân chia bởi nhiều daimyo địa phương trong thời kì Sengoku.
Nagano đã tổ chức các trận đấu Olympics mùa đông vào năm 1998, điều này đã giúp tỉnh giành được sự công nhận quốc tế cũng như giúp tỉnh được xây dựng một đường sắt Shinkansen tới Tokyo.

## Hành chính
19 thành phố ở tỉnh Nagano:
| - Azumino - Chikuma - Chino - Iida - Iiyama - Ina - Komagane | - Komoro - Matsumoto - Nagano (thủ phủ) - Nakano - Okaya - Omachi | - Saku - Shiojiri - Suwa - Suzaka - Tomi - Ueda |

Các làng và thị trấn:
| - Chiisagata Gun Aoki Nagawa - Hanishina Gun Sakaki - Higashichikuma Gun Asahi Chikuhoku Hata Ikusaka Omi Yamagata - Kamiina Gun Iijima Minamiminowa Minowa Miyada Nakagawa Tatsuno - Kamiminochi Gun Iizuna Nakajō Ogawa Shinano Shinshūshin | - Kamitakai Gun Obuse Takayama - Kiso Gun Agematsu Kiso (làng) Kiso (thị trấn) Nagiso Ōkuwa Ōtaki - Kitaazumi Gun Hakuba Ikeda Matsukawa Otari - Kitasaku Gun Karuizawa Miyota Tateshina - Minamisaku Gun Kawakami Kitaaiki Koumi Minamiaiki Minamimaki Sakuho | - Shimoina Gun Achi Anan Hiraya Matsukawa Neba Ōshika Shimojō Takagi Takamori Tenryū Toyooka Urugi Yasuoka - Shimominochi Gun Sakae - Shimotakai Gun Kijimadaira Nozawaonsen Yamanouchi - Suwa Gun Fujimi Hara Shimosuwa |

## Giáo dục
- Đại học Shinshu

## Du lịch
Các điểm du lịch hấp dẫn ở Nagano là:
- Hồ Kizaki
- Hồ Suwa
- Núi Kirigamine
- Đền Suwa Taisha
- Thành Matsumoto
- Chùa Zenkō